# Напп, Лайман Энос
Лайман Энос Напп (англ. Lyman Enos Knapp; 5 ноября 1837, Сомерсет, Вермонт, США — 9 октября 1904, Сиэтл, Вашингтон, США) — американский политический деятель, член Республиканской партии США. Третий губернатор округа Аляска, занимал пост в период с 1889 по 1893 год. Являлся членом палаты представителей Вермонта в 1884—1885 годах.

## Биография
Лайман Энос Напп родился 5 ноября 1837 года в Сомерсете (штат Вермонт) в семье Хирама и Эльвиры (в девичестве Стернс, англ. Stearns) Напп. Получил образование в Манчестере, посещал семинарию, а затем, в 1862 году, получил звание бакалавра искусств в Миддлберийском колледже. После начала Гражданской войны в США Напп завербовался в качестве рядового Армии Союза, в дальнейшем был повышен до звания капитана. В битвах при Геттисберге, Спотсильвейни и Петерсберге получил ранения. Дослужился до чина подполковника, после осады Петерсберга за проявленную храбрость был временно повышен в звании до полковника. 23 января 1865 года Напп женился на Марте Северанс из Миддлбери. В браке родились четверо детей.
После войны Напп вернулся в Вермонт, где с 1865 по 1878 год работал в издании Register, публиковал статьи в газетах Inter-Ocean (Чикаго) и American Law Register. Помимо журналистской деятельности, служил секретарём генеральной ассамблеи Вермонта в период сессии 1872—1873 годов. В 1876 году был принят в коллегию адвокатов, в 1879—1889 годах служил в качестве судьи в округе Аддисон. Кроме того, в течение сессии 1884—1885 годов Напп являлся членом палаты представителей Вермонта.

### Губернатор Аляски
После вступления в должность президента Бенджамина Гаррисона на пост губернатора округа Аляска был назначен республиканец Лайман Напп; новый губернатор приступил к исполнению обязанностей 20 апреля 1889 года, после окончания срока Альфреда Суинефорда. Современники отмечают «разочарование» жителей полуострова, желавших видеть в должности губернатора представителя местного населения Аляски. Впрочем, исследователи указывают на положительные перемены, произошедшие при администрации Наппа. Так, была расширена почтовая служба за счет создания более чем 2600 километров новых почтовых маршрутов, учреждено историческое общество, открыта библиотека.
На посту губернатора Лайман Напп занимался также реформированием юридической сферы: продвигал инициативу о предоставлении Аляске права делегировать представителя в Конгресс США, поддерживал создание комиссии по пересмотру юридического кодекса округа, лоббировал пересмотр законов о землевладении. Кроме того, губернатор способствовал организации отрядов милиции, ставших в конечном итоге подобием развлечения для жителей округа из-за пристрастия Наппа к проведению регулярных военных парадов.
Именно в течение губернаторского срока Наппа достиг своего пика международный спор о бельковом промысле. Военно-морские силы США, утверждая, что «суда Канады и некоторых других стран убивают тюленей в открытом море», арестовали несколько судов и доставили их в гавань Ситки. В 1891 году был согласован арбитраж для разрешения спора между Канадой, Великобританией и США. В результате был введён ряд ограничений на бельковый промысел возле берегов Аляски.
Полномочия Наппа были прекращены 18 июня 1893 года, после того как президент Гровер Кливленд назначил на пост губернатора округа демократа Джеймса Шекли.

### Поздние годы
После окончания губернаторских полномочий Напп переехал в Сиэтл и открыл частную юридическую практику. Также он принимал активное участие в гражданских организациях, таких как Институт гражданского права (англ. Institute of Civics) и Национальное географическое общество; в 1893 году получил степень почётного доктора права в Уитмен-колледже. Кроме того, Напп стал основателем и президентом Антисалунной (антиалкогольной) лиги (англ. ) штата Вашингтон. Лайман Напп продолжал активно заниматься юридической практикой вплоть до своей смерти 9 октября 1904 года.